# 中新町 (春日井市)
中新町（なかしんちょう）は、愛知県春日井市にある地名。1丁目と2丁目からなる。郵便番号は486-0956。

## 概要
春日井市南西部の味美地区に位置する。春日井市二子町、中野町、名古屋市北区楠、楠味鋺に隣接する。

### 地名の由来
味鋺原新田と味鋺村の間にある新田ということから名付けられる。

## 歴史
江戸時代、味鋺村の人々が庄内川の水害を恐れ、高地を求めて移住をしたことをきっかけに生まれる。1876年(明治9年)の地租改正の際、中新田は申新田とともに味鋺原新田に編入された。この際、万願寺及び味美白山神社は味鋺原新田ではなく、味鋺村に所属することとなった。1882年(明治15年)には味鋺村と味鋺原新田が西春日井郡と東春日井郡に分かれており、さらに、味鋺村に籍を置く人々が中新田に住んでいることを受けて、区分けをはっきりとさせるために味鋺村の一部(現在の二子町付近)を中新田が受け取る形で土地の交換を行った。

### 年表
- 1876年(明治9年) - 味鋺村より味鋺原新田に編入[6]。
- 1882年(明治15年) - 味鋺村と土地の交換を行う[5]。

## 地理
- 河川
  - 新地蔵川

## 施設

### 1丁目
公園
- 中新公園
- 戸田公園

### 2丁目
公園
- 春日山公園

銀行

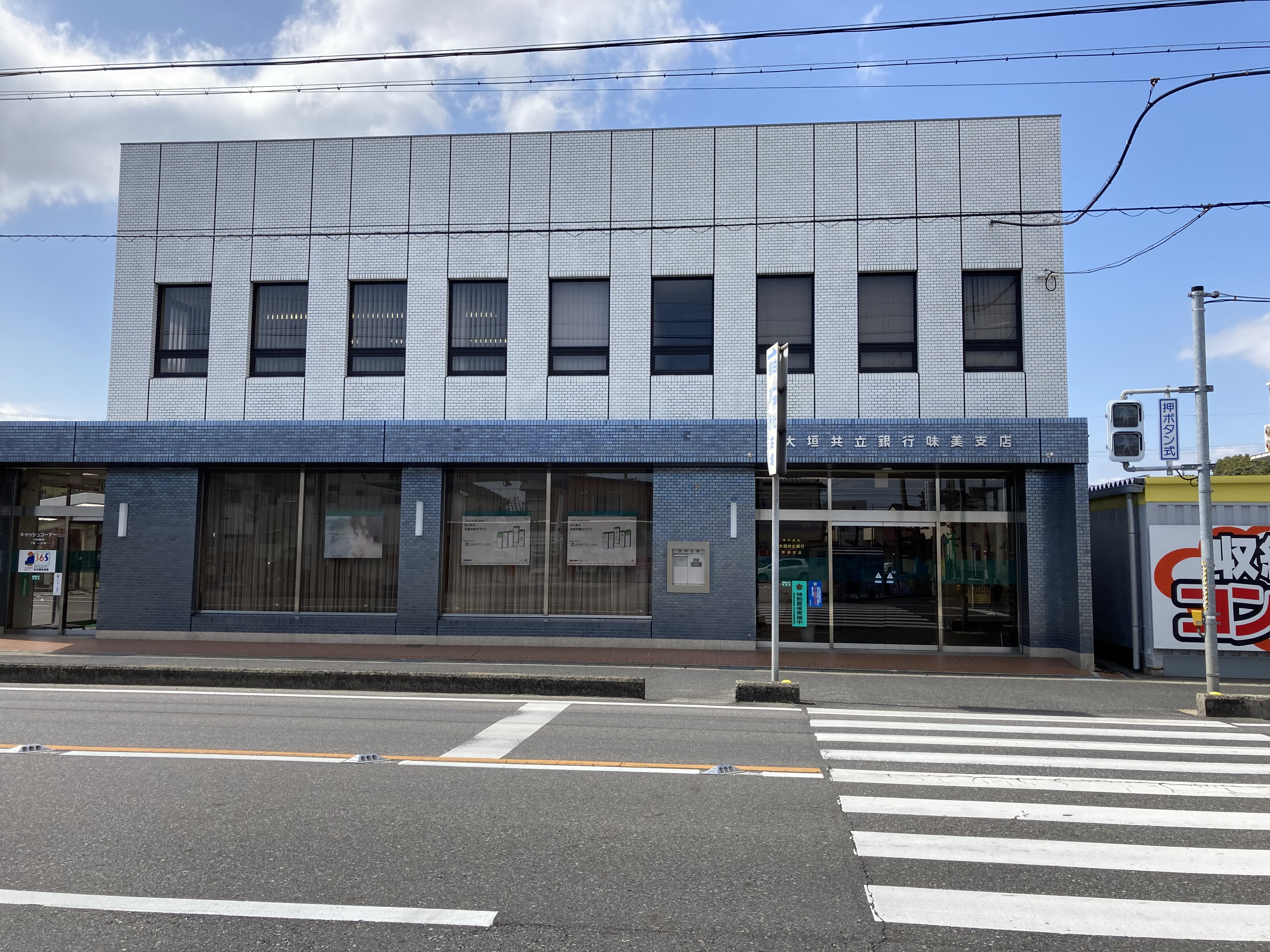
大垣共立銀行味美支店
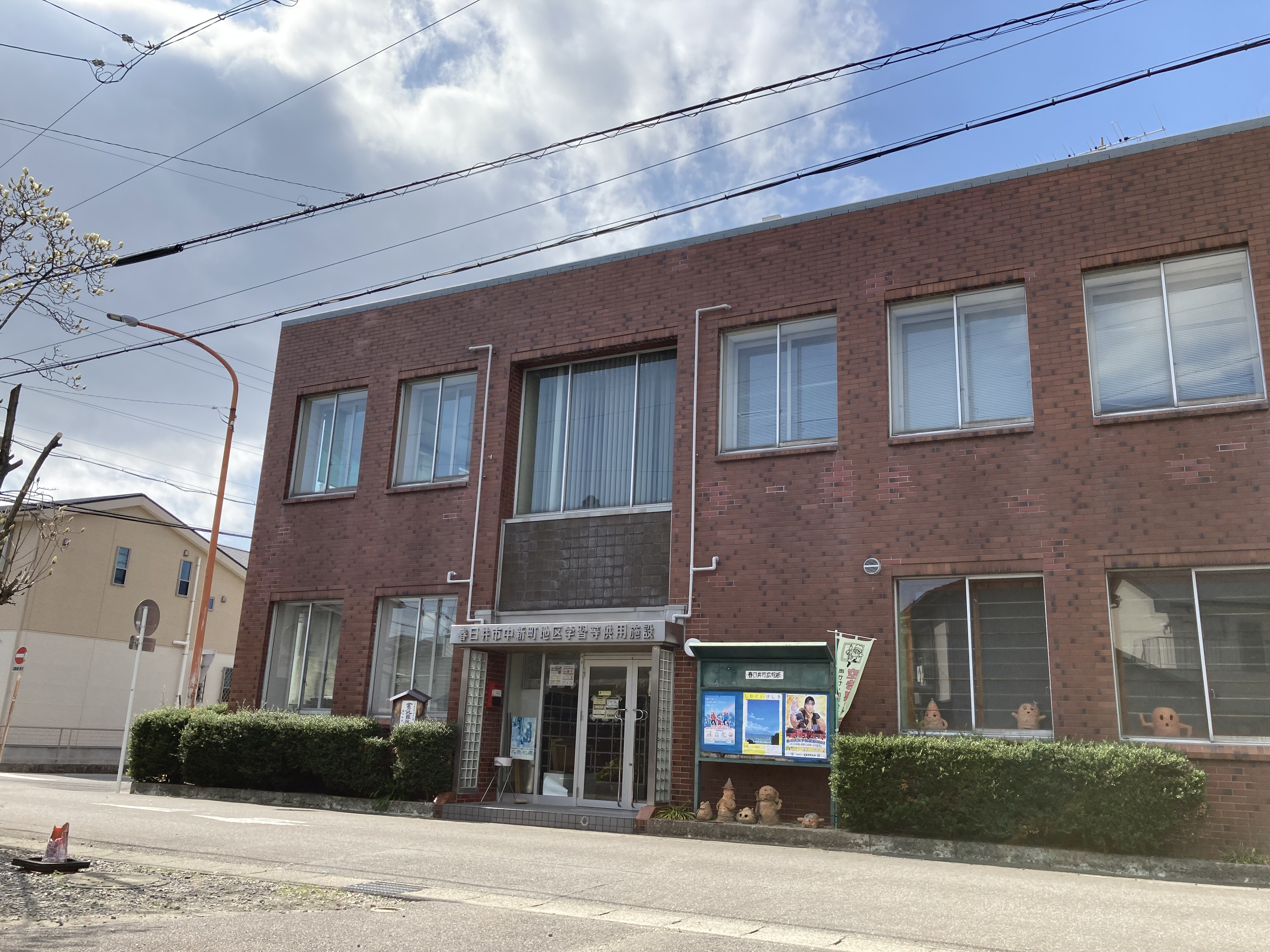
春日井市中新町学習等供用施設

その他
- 愛知トヨタ味美店

- 大垣共立銀行味美支店
- 春日井市中新町学習等供用施設

## 史跡
- 味美古墳群
  - 味美春日山古墳[7]

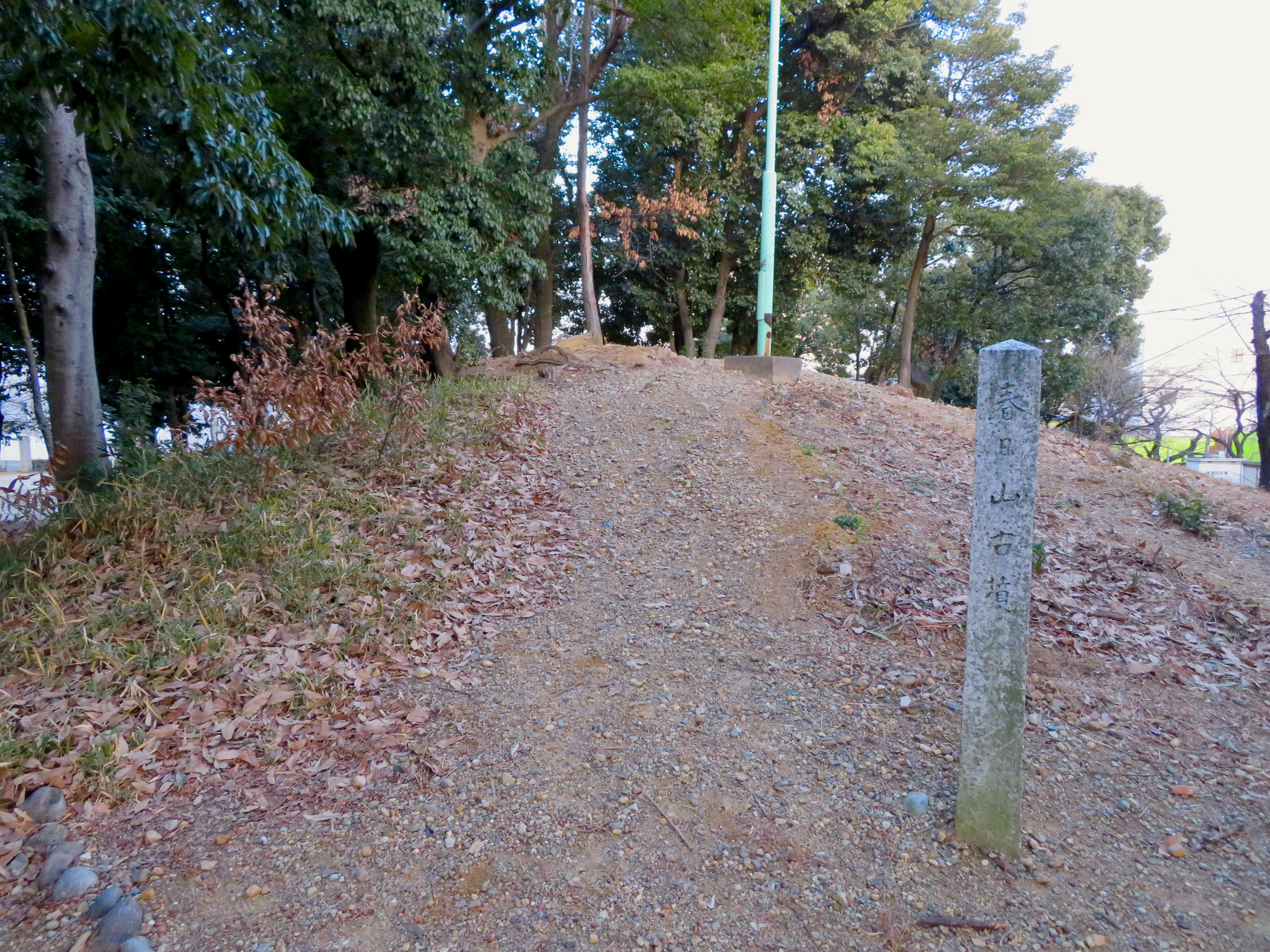
味美春日山古墳

## 交通

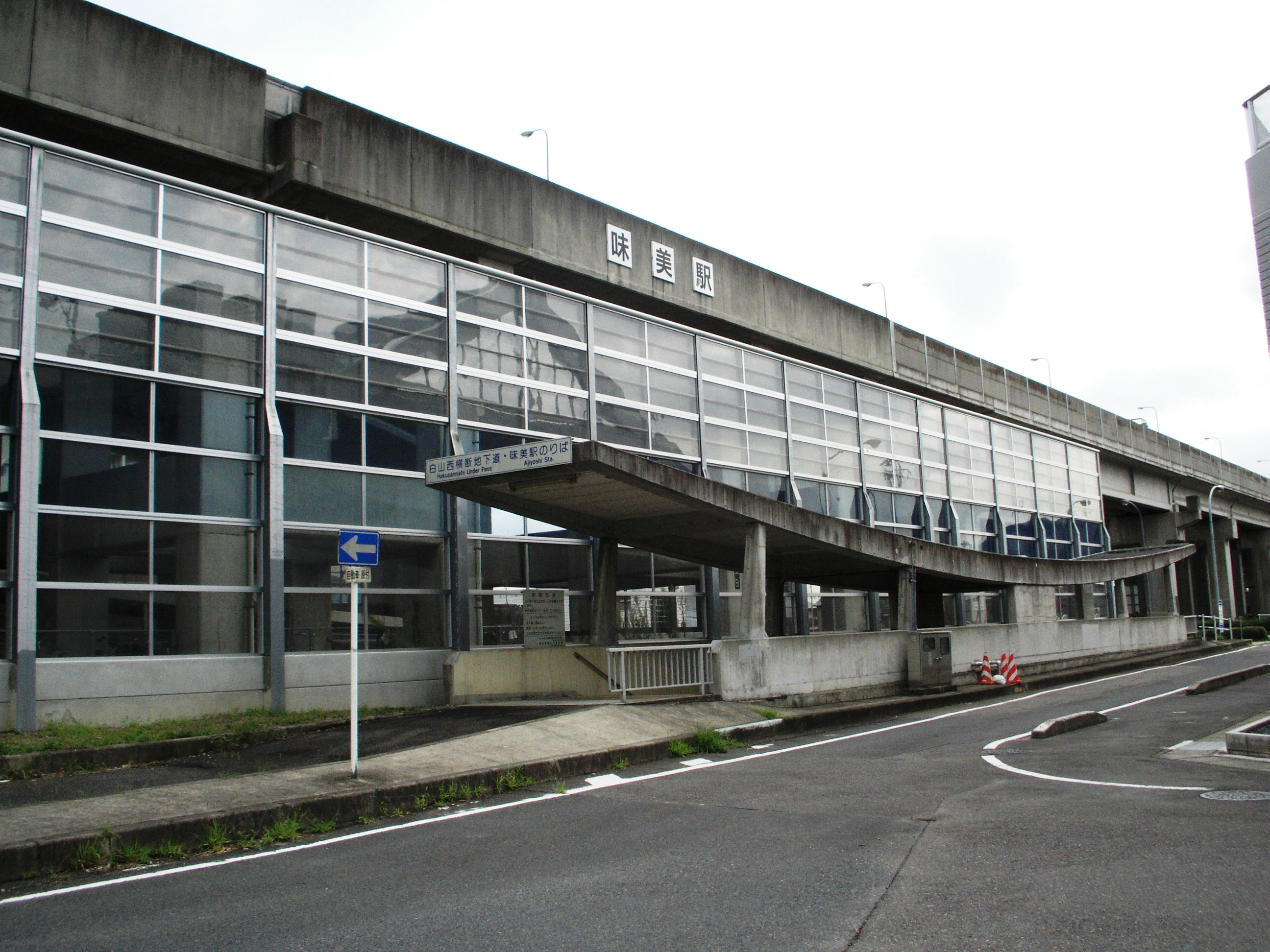
TKJ城北線味美駅

国道
- 国道302号（名古屋環状2号線）

県道
- 愛知県道102号名古屋犬山線（木曽街道）

鉄道
- JR東海交通事業城北線味美駅

- TKJ城北線味美駅

## 学区
市立小・中学校に通う場合、学校等は以下の通りとなる。また、公立高等学校に通う場合の学区は以下の通りとなる。
| 字・丁目     | 小学校               | 中学校               | 高等学校 |
| ------------ | -------------------- | -------------------- | -------- |
| 中新町一丁目 | 春日井市立白山小学校 | 春日井市立味美中学校 | 尾張学区 |
| 中新町二丁目 | 春日井市立白山小学校 | 春日井市立味美中学校 | 尾張学区 |